# Kibakoganea opaca
Kibakoganea opaca är en skalbaggsart som beskrevs av Muramoto 1993. Kibakoganea opaca ingår i släktet Kibakoganea och familjen Rutelidae. Inga underarter finns listade i Catalogue of Life.